# Auf der Schärfe
Auf der Schärfe ist mit 477,2 m ü. NHN der höchste Berg des Sandwaldes, einem Höhenzug des Osthessischen Berglandes. Er liegt bei Eichenberg Dorf im nordhessischen Werra-Meißner-Kreis. Auf dem Berg steht ein Sendemast aus Stahlfachwerk.

## Geographie

### Lage
Auf der Schärfe erhebt sich etwa 3,3 km westsüdwestlich des Dreiländerecks Hessen-Niedersachsen-Thüringen direkt westsüdwestlich von Eichenberg Dorf, einem Ortsteil der Gemeinde Neu-Eichenberg. Nordnordöstlich des bewaldeten Bergs liegt Berge, südsüdwestlich Unterrieden und südwestlich Witzenhausen.
Auf der Nordostflanke des Bergs entspringt der Werra-Zufluss Karlsbach und auf seiner Südflanke der kleine Bessientalsbach, der etwas weiter südöstlich den Karlsbach speist. Weitere kleine Quellen entspringen auf dem westlichen Berggebiet.
Auf dem Berg liegen Teile des Fauna-Flora-Habitat-Gebiets Werra- und Wehretal (FFH-Nr. 4825-302; 244,8191 km²).

### Naturräumliche Zuordnung
Auf der Schärfe gehört in der naturräumlichen Haupteinheitengruppe Osthessisches Bergland (Nr. 35) und in der Haupteinheit Unteres Werrabergland (358) zur Untereinheit Sandwald (358.9). Nach Südosten fällt die Landschaft in die Untereinheit Neuseesen-Werleshäuser Höhen (358.8) ab und nach Südwesten in die Untereinheit Witzenhausen–Hedemündener Werratal (358.4). Nach Norden leitet sie in den Naturraum Dransfelder Hochflächen (371.15) über, der in der Haupteinheitengruppe Weser-Leine-Bergland (37) und in der Haupteinheit Sollingvorland (371) zur Untereinheit Südliches Solling-Vorland (371.1) zählt, und nach Osten in den Naturraum Eichenberg-Hohenganderner Hänge und Keuperhügel (372.70), der in der Haupteinheit Leine-Ilme-Senke (372) zur Untereinheit Oberer Leinegraben (372.7) gehört.

## Verkehrsanbindung
Südsüdöstlich und südöstlich von Auf der Schärfe verläuft zwischen Unterrieden und Schloss Arnstein ein gemeinsamer Abschnitt der Bundesstraßen 27 und 80 und zudem befindet sich ostnordöstlich bei Eichenberg Bahnhof am Bahnhof Eichenberg der Eisenbahn-Knotenpunkt der Halle-Kasseler Eisenbahn und der Bahnstrecke Göttingen–Bebra. Von der B 27 abzweigend kann man auf der Kreisstraße 68 (Eichenberg–Eichenberg Bahnhof) zur im Eichenberg Dorf befindlichen Ostflanke des Bergs gelangen, der auf Wald- und Wanderwegen erklommen werden kann.